# Simon Anders Cronstrand
Simon Anders Cronstrand, född 24 januari 1784 på Törneby, i Kalmar landsförsamling, död 24 februari 1850 i Stockholm, var en svensk astronom och geograf. Han var bror till Baltzar Cronstrand.
Han blev student vid Uppsala universitet 1796, filosofie magister 1800, docent i experimentalfysik 1806, adjunkt vid Vetenskapsakademien i Stockholm 1809 och denna akademis astronom 1811. Han invaldes 1812 som ledamot nummer 351 av akademien. Med sistnämnda befattning förenade han från 1815 professuren vid fältmätningsbrigaden (Topografiska kåren). För upprättandet av ett kartverk över Sverige utförde han 1815–32 triangelmätningar i mellersta Sveriges flesta provinser även i Småland (Kalmar län), Halland och Bohuslän. År 1824 verkställde han astronomiska ortbestämmelser mellan Uppsala och Gävle, och 1834–35 utförde han över Ålands hav sammanbindningen mellan de svenska och finländska triangelmätningarna, vilket arbete på ryska sidan utfördes av generalmajor Wrangel. Det sista geodetiska arbete där Cronstrand deltog, var basmätningen på Öland 1839–40. Tillsammans med Jöns Svanberg verkställde han 1825 och 1832 pendelförsök i Stockholm. Kort före livets slut blev han blind.

## Skrifter
- Handbok i praktiska astronomien (1840-43)
- Årsberättelser i astronomien (i Vetenskapsakademins handlingar 1821-36)
- Om magnetnålens missvisning i Stockholm (1817)
- Försök att förklara indernas verldsåldrar (1822)